# Division III du Championnat du monde de hockey sur glace 2017
Navigation
Division III en 2016 Division III en 2018
| \| Localisation de Sofia en Bulgarie. \| Localisation de Sofia en Bulgarie. |
| Localisation de Sofia en Bulgarie.                                          |

Le tournoi de la Division III du Championnat du monde de hockey sur glace 2017 se déroule à Sofia en Bulgarie du 10 au 16 avril 2017.

## Format de la compétition

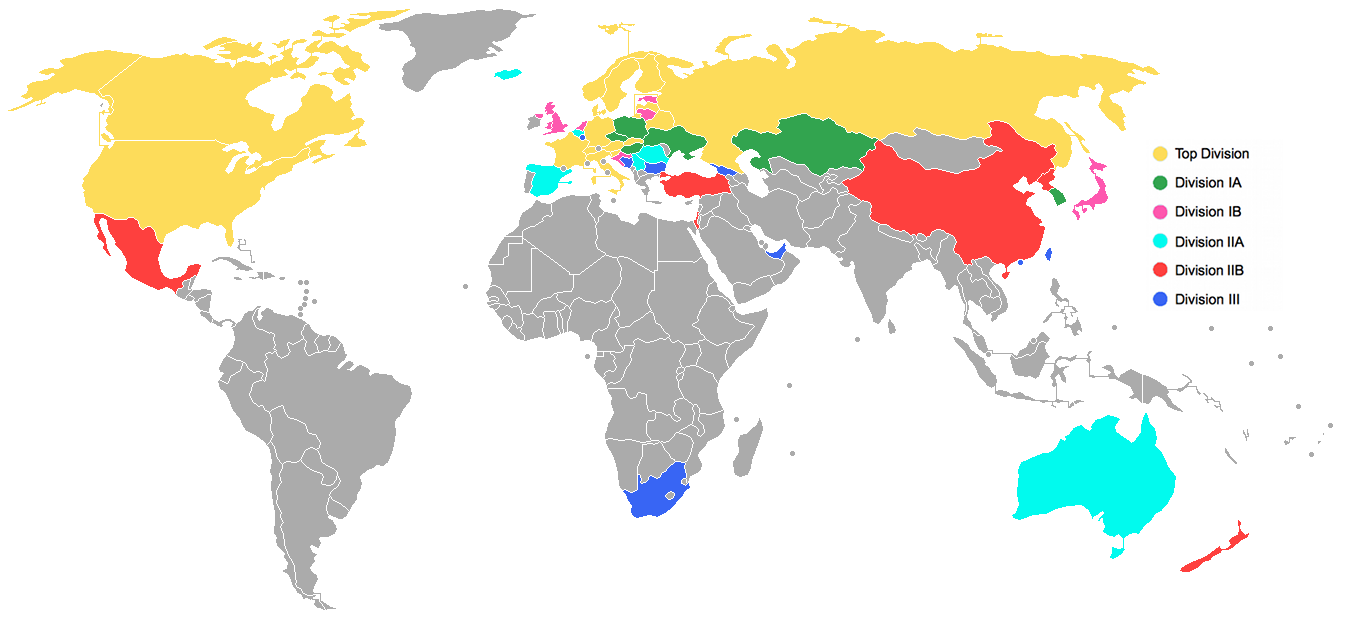
Nations participant au Championnat du monde de hockey sur glace 2017, par division.

Le Championnat du monde de hockey sur glace est un ensemble de plusieurs tournois regroupant les nations en fonction de leur niveau. Les meilleures équipes disputent le titre dans la Division Élite. Cette Division regroupe 16 équipes réparties en deux groupes de 8 qui disputent un tour préliminaire. Les 4 premiers de chaque groupe sont qualifiés pour les quarts de finale et les derniers sont relégués en Division IA à l'exception du Danemark, organisateur de l'édition 2018, qui ne peut être relégué même s'il termine à la dernière place du groupe A. 
Pour les autres divisions qui comptent 6 équipes (sauf la Division III), les équipes s’affrontent entre elles et, à l'issue de cette compétition, le premier est promu dans la division supérieure et le dernier est relégué dans la division inférieure. 
En Division III, les équipes sont réparties en deux poules de quatre. À l'issue de cette phase de poule, les 2 premiers s'affrontent en demi-finales croisées. Le vainqueur de la finale est promu en Division IIB.
Lors des phases de poule, les points sont attribués ainsi :
- 3 points pour une victoire dans le temps réglementaire ;
- 2 points pour une victoire en prolongation ou aux tirs de fusillade ;
- 1 point pour une défaite en prolongation ou aux tirs de fusillade ;
- aucun point pour une défaite dans le temps réglementaire.

## Phase de poule

### Groupe A
| 10 avril 2017 | Bulgarie | 3-0 (0-0, 2-0, 1-0) | Taïwan | Winter Sports Palace 950 spectateurs |

| Feuille de match | Feuille de match                                                                                                 | Feuille de match                                 | Feuille de match | Feuille de match                                                 |
| ---------------- | --- | ------------------------------------------------ | ---------------- | ---------------------------------------------------------------- |
|                  | Dikov (Gatchev) — 21 min 51 s M. Vasilev (Muhachev, Boyadjiev) — 38 min 55 s (SN) Dikov (Iskrenov) — 54 min 42 s | 1-0 2-0 3-0                                      | -                | Arbitrage : Miha Bajt Juges de lignes : Ferhat Aygün Wiktor Zień |
| Dimitrov         | Gardiens | Liao (58 min 26 s) Huang Sheng-chun (1 min 34 s) |                  | Arbitrage : Miha Bajt Juges de lignes : Ferhat Aygün Wiktor Zień |
| 28 min           | Pénalités | 18 min                                           |                  | Arbitrage : Miha Bajt Juges de lignes : Ferhat Aygün Wiktor Zień |
| 55               | Tirs | 7                                                |                  | Arbitrage : Miha Bajt Juges de lignes : Ferhat Aygün Wiktor Zień |

| 11 avril 2017 | Hong Kong | 3-10 (2-4, 1-2, 0-4) | Bulgarie | Winter Sports Palace 800 spectateurs |

| Feuille de match                         | Feuille de match                                                                                 | Feuille de match                                     | Feuille de match | Feuille de match                                               |
| ---------------------------------------- | ------------------------------------------------------------------------------------------------ | ---------------------------------------------------- | --- | -------------------------------------------------------------- |
|                                          | Au-yeung (Tang) — 2 min 1 s Au-Yeung (Yeung) — 8 min 55 s (SN) - Lau (Sham, Tai) — 26 min 39 s - | 1-0 2-0 2-1 2-2 2-3 2-4 3-4 3-5 3-6 3-7 3-8 3-9 3-10 | - Iskrenov (Dikov, V. Vasilev) — 9 min 20 s M. Nikolov (Hodulov, Boyadjiev) — 11 min 14 s (SN) Dilkov (V. Vasilev) — 16 min 13 s (SN) Iskrenov (Gatchev, Dikov) — 19 min 8 s - Muhachev (Yotov, M. Vasilev) — 36 min 5 s Dilkov (Gatchev) — 39 min 29 s Yotov (Dikov, M. Vasilev) — 42 min 44 s Muhachev (Yotov, M. Vasilev) — 47 min 34 s Iskrenov (Mladenov, Dikov) — 53 min 28 s Iskrenov (Dikov) — 58 min 13 s (IN) | Arbitrage : Kim No-su Juges de lignes : Gil Tichon Wiktor Zień |
| Ho (47 min 34 s) Cheung C. (12 min 26 s) | Gardiens                                                                                         | Dimitrov                                             | | Arbitrage : Kim No-su Juges de lignes : Gil Tichon Wiktor Zień |
| 10 min                                   | Pénalités                                                                                        | 18 min                                               | | Arbitrage : Kim No-su Juges de lignes : Gil Tichon Wiktor Zień |
| 13                                       | Tirs                                                                                             | 84                                                   | | Arbitrage : Kim No-su Juges de lignes : Gil Tichon Wiktor Zień |

| 13 avril 2017 | Taïwan | 2-5 (0-3, 1-1, 1-1) | Hong Kong | Winter Sports Palace 50 spectateurs |

| Feuille de match                                  | Feuille de match                                                                           | Feuille de match            | Feuille de match | Feuille de match                                                             |
| ------------------------------------------------- | ------------------------------------------------------------------------------------------ | --------------------------- | --- | ---------------------------------------------------------------------------- |
|                                                   | - Yang Hsiao-h. (Chang T., Wei Yu-k.) — 27 min 50 s (SN) - Lin (Pai, Tseng) — 45 min 3 s - | 0-1 0-2 0-3 1-3 1-4 2-4 2-5 | Au-yeung — 6 min 13 s (SN) Kan S. (Chau) — 13 min 34 s Ngan (Chau) — 13 min 59 s - Kan S. (Leung) — 31 min 38 s - Chau — 58 min 54 s (IN + CV) | Arbitrage : Cemal Kaya Juges de lignes : Illya Khokhlov Aleh Kliashcheunikau |
| Liao (13 min 59 s) Huang Sheng-chun (44 min 57 s) | Gardiens                                                                                   | Ho                          | | Arbitrage : Cemal Kaya Juges de lignes : Illya Khokhlov Aleh Kliashcheunikau |
| 16 min                                            | Pénalités                                                                                  | 12 min                      | | Arbitrage : Cemal Kaya Juges de lignes : Illya Khokhlov Aleh Kliashcheunikau |
| 31                                                | Tirs                                                                                       | 23                          | | Arbitrage : Cemal Kaya Juges de lignes : Illya Khokhlov Aleh Kliashcheunikau |

| Clt   | Équipe                | PJ | V | VP | D | DP | BP | BC | Diff | Pts |
| ----- | --------------------- | -- | - | -- | - | -- | -- | -- | ---- | --- |
| +001, | Bulgarie (R)          | 3  | 3 | 0  | 0 | 0  | 18 | 3  | +15  | 9   |
| +002, | Hong Kong             | 3  | 2 | 0  | 1 | 0  | 13 | 12 | +1   | 6   |
| +003, | Taipei chinois        | 3  | 1 | 0  | 2 | 0  | 7  | 8  | -1   | 3   |
| +004, | Bosnie-Herzégovine(1) | 3  | 0 | 0  | 3 | 0  | 0  | 15 | -15  | 0   |

- Qualifié pour les demi-finales
- Dispute les matches de classement

Pour les significations des abréviations, voir statistiques du hockey sur glace.
(1) : La Bosnie-Herzégovine ayant déclaré forfait avant le tournoi, tous ses matches sont déclarés perdus sur le score de 5 à 0.

### Groupe B
| 10 avril 2017 | Luxembourg | 17-0 (4-0, 6-0, 7-0) | Émirats arabes unis | Winter Sports Palace 50 spectateurs |

| Feuille de match | Feuille de match | Feuille de match                                                            | Feuille de match | Feuille de match                                                             |
| ---------------- | --- | --------------------------------------------------------------------------- | ---------------- | ---------------------------------------------------------------------------- |
|                  | Welter (Wambach, K. Linster) — 1 min 15 s Mosr (Houdremont) — 4 min 7 s K. Linster (Welter, T. Beran) — 7 min 1 s (IN) Eriksson (R. Beran) — 11 min R. Beran (Eriksson, Cannon) — 20 min 24 s Wambach (Mosr) — 21 min 3 s Cannon (R. Beran) — 22 min 48 s R. Beran (Cannon) — 32 min 56 s Cannon (Houdremont, Mosr) — 33 min 27 s Houdremont (K. Linster) — 37 min 31 s Cannon (R. Beran) — 40 min 15 s Welter (T. Beran) — 44 min 41 s (IN) Cannon (Eriksson, R. Beran) — 47 min 8 s (SN) K. Linster (Houdremont) — 50 min (SN) Cannon (Schons, Mossong) — 53 min 55 s Welter (R. Beran) — 54 min 6 s B. Linster (Mossong) — 59 min 20 s | 1-0 2-0 3-0 4-0 5-0 6-0 7-0 8-0 9-0 10-0 11-0 12-0 13-0 14-0 15-0 16-0 17-0 | -                | Arbitrage : Michał Baca Juges de lignes : Aleh Kliashcheunikau Jakob Schauer |
| Lepage           | Gardiens | Al-Suwaidi                                                                  |                  | Arbitrage : Michał Baca Juges de lignes : Aleh Kliashcheunikau Jakob Schauer |
| 12 min           | Pénalités | 12 min                                                                      |                  | Arbitrage : Michał Baca Juges de lignes : Aleh Kliashcheunikau Jakob Schauer |
| 52               | Tirs | 8                                                                           |                  | Arbitrage : Michał Baca Juges de lignes : Aleh Kliashcheunikau Jakob Schauer |

| 10 avril 2017 | Afrique du Sud | 5-6 (1-1, 1-2, 3-3) | Géorgie | Winter Sports Palace 100 spectateurs |

| Feuille de match | Feuille de match | Feuille de match                            | Feuille de match | Feuille de match                                                        |
| ---------------- | --- | ------------------------------------------- | --- | ----------------------------------------------------------------------- |
|                  | - Magmoed (Husselman) — 5 min 44 s (SN) Valadas — 28 min 35 s - Samaii (Gonsalves) — 48 min 35 s (SN) - Marais — 52 min 9 s Giot (Marais) — 55 min 8 s | 0-1 1-1 2-1 2-2 2-3 2-4 2-5 3-5 3-6 4-6 5-6 | Dumbadze (Kozyulin) — 4 min 12 s - Dumbadze (Filimonov, Shalunov) — 33 min 57 s Shalunov (Kurbatov, Dumbadze) — 36 min 6 s (SN) Kurbatov (Jeiranashvili) — 42 min 50 s Filimonov (Kurbatov) — 47 min 43 s (SN) - Kurbatov (Dumbadze, Kozyulin) — 51 min 52 s (SN) - | Arbitrage : Ivan Fateev Juges de lignes : Christian Cristeli Gil Tichon |
| Pretroius        | Gardiens | Ilienko                                     | | Arbitrage : Ivan Fateev Juges de lignes : Christian Cristeli Gil Tichon |
| 46 min           | Pénalités | 48 min                                      | | Arbitrage : Ivan Fateev Juges de lignes : Christian Cristeli Gil Tichon |
| 34               | Tirs | 19                                          | | Arbitrage : Ivan Fateev Juges de lignes : Christian Cristeli Gil Tichon |

| 11 avril 2017 | Luxembourg | 6-4 (1-1, 3-1, 2-2) | Géorgie | Winter Sports Palace 50 spectateurs |

| Feuille de match | Feuille de match | Feuille de match                        | Feuille de match | Feuille de match                                                         |
| ---------------- | --- | --------------------------------------- | --- | ------------------------------------------------------------------------ |
|                  | Schons (Cannon, R. Beran) — 13 min 29 s (SN) - Eriksson (R. Beran, Cannon) — 20 min 31 s R. Beran (Cannon) — 25 min 25 s (SN) Cannon (R. Beran, Eriksson) — 36 min 39 s - Welter (R. Beran) — 57 min 10 s (SN) - Eriksson — 59 min 9 s (CV) | 1-0 1-1 2-1 3-1 4-1 4-2 4-3 5-3 5-4 6-4 | - Kozyulin (Kurbatov) — 19 min 40 s (SN) - Shvetsov — 37 min 35 s (TP) Shvetsov (Kozyulin) — 42 min 7 s - Filimonov (Kurbatov, Shvetsov) — 58 min 13 s (JS) - | Arbitrage : Cemal Kaya Juges de lignes : Illya Khohlov Luchezar Stoyanov |
| Lepage           | Gardiens | Ilienko                                 | | Arbitrage : Cemal Kaya Juges de lignes : Illya Khohlov Luchezar Stoyanov |
| 22 min           | Pénalités | 48 min                                  | | Arbitrage : Cemal Kaya Juges de lignes : Illya Khohlov Luchezar Stoyanov |
| 40               | Tirs | 25                                      | | Arbitrage : Cemal Kaya Juges de lignes : Illya Khohlov Luchezar Stoyanov |

| 11 avril 2017 | Émirats arabes unis | 0-8 (0-1, 0-4, 0-3) | Afrique du Sud | Winter Sports Palace 50 spectateurs |

| Feuille de match | Feuille de match | Feuille de match                | Feuille de match | Feuille de match                                                    |
| ---------------- | ---------------- | ------------------------------- | --- | ------------------------------------------------------------------- |
|                  | -                | 0-1 0-2 0-3 0-4 0-5 0-6 0-7 0-8 | Botha (Bremner) — 4 min 5 s Compton (Valadas) — 26 min 43 s van Doesburgh (Samaii, de Jager) — 32 min 48 s Samaii (Birrell) — 33 min 14 s (SN) Magmoed (Birrell, Botha) — 38 min 8 s (SN) de Jager (Edwards, Husselman) — 49 min 5 s van Doesburgh (Botha) — 54 min 29 s (IN) Gonsalves — 58 min 28 s (IN) | Arbitrage : Michał Baca Juges de lignes : Ferhat Aygün Jonas Merten |
| Al-Dhaheri       | Gardiens         | Bock                            | | Arbitrage : Michał Baca Juges de lignes : Ferhat Aygün Jonas Merten |
| 14 min           | Pénalités        | 30 min                          | | Arbitrage : Michał Baca Juges de lignes : Ferhat Aygün Jonas Merten |
| 12               | Tirs             | 33                              | | Arbitrage : Michał Baca Juges de lignes : Ferhat Aygün Jonas Merten |

| 13 avril 2017 | Géorgie | 19-0 (9-0, 2-0, 8-0) | Émirats arabes unis | Winter Sports Palace 300 spectateurs |

| Feuille de match | Feuille de match | Feuille de match                                                                      | Feuille de match | Feuille de match                                                   |
| ---------------- | --- | ------------------------------------------------------------------------------------- | ---------------- | ------------------------------------------------------------------ |
|                  | Shvestov (Kozyulin, Dumbadze) — 4 min 13 s (SN) Shvestov (Filimonov) — 4 min 31 s Shalunov (Oganeziani, Kurbatov) — 7 min 50 s Oganeziani (Shvestov) — 8 min 58 s Kozyulin (Shvestov, Filimonov) — 11 min 39 s Filimononv (Shvestov, Kurbatov) — 13 min 29 s Kozyulin — 13 min 39 s Kozyulin (Jeiranashvili) — 15 min 9 s Shalunov (Kozyulin) — 18 min 25 s Kurbatov (Shvestov) — 20 min 36 s (SN) Dumbadze (Shalunov) — 37 min 58 s Kozyulin (Shalunov) — 49 min 8 s (IN) Dumbadze (Kurbatov, Kozyulin) — 49 min 38 s Kozyulin (Kurbatov, Dumbadze) — 51 min 24 s Kurbatov (Shvetsov) — 52 min 57 s Kozyulin — 54 min 53 s (IN) Kozyulin (Dumbadze) — 57 min 40 s (IN) Kozyulin (Filimonov) — 59 min 7 s Kurbatov (Dumbadze) — 59 min 41 s | 1-0 2-0 3-0 4-0 5-0 6-0 7-0 8-0 9-0 10-0 11-0 12-0 13-0 14-0 15-0 16-0 17-0 18-0 19-0 | -                | Arbitrage : Miha Bajt Juges de lignes : Jonas Merten Jakob Schauer |
| Ilienko          | Gardiens | Al-Suwaidi                                                                            |                  | Arbitrage : Miha Bajt Juges de lignes : Jonas Merten Jakob Schauer |
| 30 min           | Pénalités | 10 min                                                                                |                  | Arbitrage : Miha Bajt Juges de lignes : Jonas Merten Jakob Schauer |
| 63               | Tirs | 14                                                                                    |                  | Arbitrage : Miha Bajt Juges de lignes : Jonas Merten Jakob Schauer |

| 13 avril 2017 | Afrique du Sud | 1-3 (0-1, 0-0, 1-2) | Luxembourg | Winter Sports Palace 250 spectateurs |

| Feuille de match | Feuille de match                    | Feuille de match | Feuille de match                                                                                                 | Feuille de match                                                             |
| ---------------- | ----------------------------------- | ---------------- | --- | ---------------------------------------------------------------------------- |
|                  | - Valadas (Birrell) — 50 min 54 s - | 0-1 1-1 1-2 1-3  | Minden (Holtzem) — 7 min 4 s - R. Beran (Cannon, Eriksson) — 56 min 46 s Houdremont (Holtzem) — 59 min 11 s (CV) | Arbitrage : Kim No-su Juges de lignes : Christian Cristeli Luchezar Stoyanov |
| Pretorius        | Gardiens                            | Mangen           | | Arbitrage : Kim No-su Juges de lignes : Christian Cristeli Luchezar Stoyanov |
| 8 min            | Pénalités                           | 18 min           | | Arbitrage : Kim No-su Juges de lignes : Christian Cristeli Luchezar Stoyanov |
| 36               | Tirs                                | 14               | | Arbitrage : Kim No-su Juges de lignes : Christian Cristeli Luchezar Stoyanov |

| Clt   | Équipe              | PJ | V | VP | D | DP | BP | BC | Diff | Pts |
| ----- | ------------------- | -- | - | -- | - | -- | -- | -- | ---- | --- |
| +001, | Luxembourg          | 3  | 3 | 0  | 0 | 0  | 26 | 5  | +21  | 9   |
| +002, | Géorgie             | 3  | 2 | 0  | 1 | 0  | 29 | 11 | +18  | 6   |
| +003, | Afrique du Sud      | 3  | 1 | 0  | 2 | 0  | 14 | 9  | +5   | 3   |
| +004, | Émirats arabes unis | 3  | 0 | 0  | 3 | 0  | 0  | 44 | -44  | 0   |

- Qualifié pour les demi-finales
- Dispute les matches de classement

Pour les significations des abréviations, voir statistiques du hockey sur glace.

## Matches de classement

### 7eplace
| 15 avril 2017 | Taïwan | 4-0 (3-0, 0-0, 1-0) | Émirats Arabes Unis | Winter Sports Palace 50 spectateurs |

| Feuille de match | Feuille de match | Feuille de match | Feuille de match | Feuille de match                                                        |
| ---------------- | --- | ---------------- | ---------------- | ----------------------------------------------------------------------- |
|                  | Tseng (Tang Y., Chang Ha.) — 6 min 43 s (SN) Lin (Shen, Tseng) — 10 min 25 s (SN) Wei Yu-k. (Yang Hsiao-h.) — 12 min 32 s Shen (Wei Yu-k.) — 46 min 17 s | 1-0 2-0 3-0 4-0  | -                | Arbitrage : Cemal Kaya Juges de lignes : Ferhat Aygün Luchezar Stoyanov |
| Liao             | Gardiens | Al-Dhaheri       |                  | Arbitrage : Cemal Kaya Juges de lignes : Ferhat Aygün Luchezar Stoyanov |
| 14 min           | Pénalités | 8 min            |                  | Arbitrage : Cemal Kaya Juges de lignes : Ferhat Aygün Luchezar Stoyanov |
| 40               | Tirs | 28               |                  | Arbitrage : Cemal Kaya Juges de lignes : Ferhat Aygün Luchezar Stoyanov |

### 5eplace
| 16 avril 2017 | Afrique du Sud | 7-3 (3-2, 3-0, 1-1) | Taïwan | Winter Sports Palace 150 spectateurs |

| Feuille de match                 | Feuille de match | Feuille de match                                  | Feuille de match                                                                                             | Feuille de match                                                        |
| -------------------------------- | --- | ------------------------------------------------- | --- | ----------------------------------------------------------------------- |
|                                  | Willemstijn (van Doesburgh) — 1 min 5 s Husselman (Birrell, Gordon) — 5 min 53 s - Giot (Edwards) — 18 min 11 s (SN) - Husselman (Giot) — 25 min 56 s Edwards (Gordon, Husselamn) — 31 min 56 s Botha (van Doesburgh) — 39 min 56 s - Samaai (Edwards, Gordon) — 48 min 22 s | 1-0 2-0 2-1 3-1 3-2 4-2 5-2 6-2 6-3 7-3           | - Wei Y C. — 6 min 54 s - Shen (Yanh Hsiao-h., Wei Yu-k.) — 19 min 56 s - Tang Y. (Pai) — 43 min 29 s (SN) - | Arbitrage : Kim No-su Juges de lignes : Jakob Schauer Luchezar Stoyanov |
| Bock (20 min) Pretorius (40 min) | Gardiens | Liao (37 min 34 s) Huang Sheng-chun (22 min 26 s) | | Arbitrage : Kim No-su Juges de lignes : Jakob Schauer Luchezar Stoyanov |
| 18 min                           | Pénalités | 8 min                                             | | Arbitrage : Kim No-su Juges de lignes : Jakob Schauer Luchezar Stoyanov |
| 42                               | Tirs | 15                                                | | Arbitrage : Kim No-su Juges de lignes : Jakob Schauer Luchezar Stoyanov |

## Phase finale

### Demi-finales
| 15 avril 2017 | Bulgarie | 9-3 (4-0, 2-1, 3-2) | Géorgie | Winter Sports Palace 750 spectateurs |

| Feuille de match | Feuille de match | Feuille de match                                | Feuille de match | Feuille de match                                                   |
| ---------------- | --- | ----------------------------------------------- | --- | ------------------------------------------------------------------ |
|                  | Iskrenov (Hodulov) — 7 min 59 s M. Vasilev (Yotov) — 11 min 23 s (2 SN) Nikolov (Hodulov) — 15 min 19 s Cvetanov (M. Vasilev, Yotov) — 17 min 29 s - Muhachev (Dikov, Boyadjiev) — 26 min 38 s (IN) T. Georgiev (Muhachev, Yotov) — 37 min 15 s - Cvetanov (Yotov, Hodulov) — 44 min 12 s Iskrenov (Hodulov, Boyadjiev) — 50 min 16 s Cvetanov (Gyurov, Yotov) — 52 min 36 s (2 SN) - | 1-0 2-0 3-0 4-0 4-1 5-1 6-1 6-2 7-2 8-2 9-2 9-3 | - Kozyulin (Shvetsov) — 24 min 10 s (2 SN) - Shvetsov (Kozyulin, Kurbatov) — 42 min 32 s - Shvetsov (Kurbatov) — 55 min 30 s | Arbitrage : Michał Baca Juges de lignes : Jonas Merten Wiktor Zień |
| Dimitrov         | Gardiens | Ilienko                                         | | Arbitrage : Michał Baca Juges de lignes : Jonas Merten Wiktor Zień |
| 12 min           | Pénalités | 40 min                                          | | Arbitrage : Michał Baca Juges de lignes : Jonas Merten Wiktor Zień |
| 64               | Tirs | 37                                              | | Arbitrage : Michał Baca Juges de lignes : Jonas Merten Wiktor Zień |

| 15 avril 2017 | Luxembourg | 8-1 (3-0, 2-1, 3-0) | Hong Kong | Winter Sports Palace 250 spectateurs |

| Feuille de match | Feuille de match | Feuille de match                         | Feuille de match                        | Feuille de match                                                     |
| ---------------- | --- | ---------------------------------------- | --------------------------------------- | -------------------------------------------------------------------- |
|                  | K. Linster (R. Beran) — 2 min 50 s Cannon (R. Beran) — 17 min 41 s Cannon (B. Linster) — 19 min 59 s - Minden (T. Beran, Welter) — 28 min 19 s Cannon — 29 min 34 s R. Beran — 48 min 51 s Wambach — 57 min 20 s Mosr (Houdremont, Thill) — 58 min 7 s | 1-0 2-0 3-0 3-1 4-1 5-1 6-1 7-1 8-1      | - Au-yeung (Tang, Wong) — 20 min 11 s - | Arbitrage : Ivan Fateyev Juges de lignes : Illya Khokhlov Gil Tichon |
| Lepage           | Gardiens | Ho (29 min 34 s) Cheung C. (30 min 26 s) |                                         | Arbitrage : Ivan Fateyev Juges de lignes : Illya Khokhlov Gil Tichon |
| 2 min            | Pénalités |                                          |                                         | Arbitrage : Ivan Fateyev Juges de lignes : Illya Khokhlov Gil Tichon |
| 52               | Tirs | 13                                       |                                         | Arbitrage : Ivan Fateyev Juges de lignes : Illya Khokhlov Gil Tichon |

### Match pour la troisième place
| 16 avril 2017 | Hong Kong | 3-14 (1-6, 1-3, 1-5) | Géorgie | Winter Sports Palace 50 spectateurs |

| Feuille de match                        | Feuille de match                                                                                       | Feuille de match                                                          | Feuille de match | Feuille de match                                                       |
| --------------------------------------- | --- | ------------------------------------------------------------------------- | --- | ---------------------------------------------------------------------- |
|                                         | - Sham (Tang, Au-yeung) — 8 min 11 s - Tang (Au-yeung, Sham) — 25 min 56 s (SN) - Tang — 53 min 38 s - | 0-1 0-2 1-2 1-3 1-4 1-5 1-6 2-6 2-7 2-8 2-9 2-10 2-11 2-12 2-13 3-13 3-14 | Dumbadze (Kozyulin) — 6 min 13 s Kozyulin (Dumbadze, Geperidze) — 7 min 51 s - Kurbatov (Dumbadze, Filimonov) — 10 min 26 s (SN) Shvetsov (Filimonov, Kozyulin) — 15 min 12 s (SN) Kozyulin — 18 min 45 s Shvetsov (Oganeziani, Filimonov) — 19 min 40 s - Shvetsov (Kurbato, Filimonov) — 28 min 28 s Dumbadze (Kozyulin) — 31 min 8 s Oganeziani (Kurbatov, Shvetsov) — 32 min 9 s Shvetsov (Filimonov) — 42 min 9 s Shvetsov (Kozyulin, Kurbatov) — 45 min 44 s (SN) Kozyulin (Kurbatov, Dumbadze) — 48 min 45 s Jeiranashvili (Shalunov) — 50 min 47 s - Oganeziani (Kozyulin, Shvetsov) — 56 min 41 s (SN) | Arbitrage : Miha Bajt Juges de lignes : Christian Cristeli Wiktor Zień |
| Ho (31 min 8 s) Cheung C. (28 min 52 s) | Gardiens                                                                                               | Ilienko (48 min 45 s) Ambrolava (11 min 15 s)                             | | Arbitrage : Miha Bajt Juges de lignes : Christian Cristeli Wiktor Zień |
| 10 min                                  | Pénalités                                                                                              | 6 min                                                                     | | Arbitrage : Miha Bajt Juges de lignes : Christian Cristeli Wiktor Zień |
| 24                                      | Tirs                                                                                                   | 43                                                                        | | Arbitrage : Miha Bajt Juges de lignes : Christian Cristeli Wiktor Zień |

### Finale
| 16 avril 2017 | Luxembourg | 10-4 (3-3, 4-1, 3-0) | Bulgarie | Winter Sports Palace 950 spectateurs |

| Feuille de match | Feuille de match | Feuille de match                                         | Feuille de match | Feuille de match                                                             |
| ---------------- | --- | -------------------------------------------------------- | --- | ---------------------------------------------------------------------------- |
|                  | - T. Beran (Welter) — 4 min 36 s - Welter (Mosr) — 15 min 47 s Schons (Scheier, R. Beran) — 18 min 49 s K. Linster (Eriksson) — 22 min 48 s (SN) - Welter (T. Beran) — 31 min 34 s Mosr — 37 min 56 s Cannon (R. Beran) — 39 min 53 s (2 SN) Mosr (Schons) — 51 min 6 s (2 SN) T. Beran (Holtzem) — 52 min 50 s R. Beran — 56 min 34 s (CV) | 0-1 1-1 1-2 1-3 2-3 3-3 4-3 4-4 5-4 6-4 7-4 8-4 9-4 10-4 | M. Vailev (Muhachev, Yotov) — 2 min 15 s - Yotov (Gyurov, Muhachev) — 9 min 17 s (SN) Iskrenov (Hodulov) — 15 min 15 s - Yotov (Muhachev) — 29 min 39 s (IN) - | Arbitrage : Ivan Fateyev Juges de lignes : Aleh Kliashcheunikau Jonas Merten |
| Lepage           | Gardiens | Dimitrov (52 min 50 s) Nikolov (5 min 21 s)              | | Arbitrage : Ivan Fateyev Juges de lignes : Aleh Kliashcheunikau Jonas Merten |
| 12 min           | Pénalités | 34 min                                                   | | Arbitrage : Ivan Fateyev Juges de lignes : Aleh Kliashcheunikau Jonas Merten |
| 31               | Tirs | 61                                                       | | Arbitrage : Ivan Fateyev Juges de lignes : Aleh Kliashcheunikau Jonas Merten |

## Classement final
| Place              | Équipe              | Résultat final                |
| ------------------ | ------------------- | ----------------------------- |
| Médaille d'or      | Luxembourg          | Promu en Division IIB en 2018 |
| Médaille d'argent  | Bulgarie            |                               |
| Médaille de bronze | Géorgie             |                               |
| 4                  | Hong Kong           |                               |
| 5                  | Afrique du Sud      |                               |
| 6                  | Taipei chinois      |                               |
| 7                  | Émirats arabes unis |                               |
| 8                  | Bosnie-Herzégovine  |                               |

## Récompenses individuelles
Meilleurs joueurs
- Meilleur gardien :  Liao Yu-cheng
- Meilleur défenseur :  Artem Kurbatov
- Meilleur attaquant :  Robert Beran

## Statistiques individuelles
| Clt | Joueur             | Équipe     | PJ | B  | A  | Pts | Pun | +/- |
| --- | ------------------ | ---------- | -- | -- | -- | --- | --- | --- |
| 1   | Artem Kozyulin     | Géorgie    | 5  | 13 | 12 | 25  | 6   | +13 |
| 2   | Ivan Shvetsov      | Géorgie    | 5  | 11 | 9  | 20  | 2   | +9  |
| 3   | Artem Kurbatov     | Géorgie    | 5  | 6  | 14 | 20  | 8   | +16 |
| 4   | Robert Beran       | Luxembourg | 5  | 6  | 13 | 19  | 8   | +14 |
| 5   | Colm Cannon        | Luxembourg | 5  | 11 | 6  | 17  | 6   | +14 |
| 6   | Vitali Dumbadze    | Géorgie    | 5  | 6  | 9  | 15  | 26  | +3  |
| 7   | Grigory Filimonov  | Géorgie    | 5  | 3  | 9  | 12  | 8   | +6  |
| 8   | Alexei Yotov       | Bulgarie   | 4  | 3  | 8  | 11  | 0   | +5  |
| 9   | Benny Welter       | Luxembourg | 5  | 6  | 3  | 9   | 0   | +15 |
| 10  | Stanislav Muhachev | Bulgarie   | 1  | 3  | 6  | 9   | 2   | +4  |

| Clt | Joueur            | Équipe              | PJ | Min      | BC | Moy   | %Arr  | Bl |
| --- | ----------------- | ------------------- | -- | -------- | -- | ----- | ----- | -- |
| 1   | Philippe Lepage   | Luxembourg          | 4  | 240 h 0  | 9  | 2,25  | 91,59 | 1  |
| 2   | Liao Yu-cheng     | Taipei chinois      | 4  | 169 h 59 | 9  | 3,18  | 91,26 | 1  |
| 3   | Andrei Ilienko    | Géorgie             | 5  | 287 h 28 | 21 | 4,38  | 87,57 | 1  |
| 4   | King Ho           | Hong Kong           | 4  | 168 h 16 | 23 | 8,20  | 84,67 | 0  |
| 5   | Ahmed Al-Dhaheri  | Émirats arabes unis | 2  | 120 h 0  | 12 | 6,00  | 83,56 | 0  |
| 6   | Dimitar Dimitrov  | Bulgarie            | 4  | 232 h 50 | 15 | 3,87  | 81,93 | 1  |
| 7   | Charl Pretorius   | Afrique du Sud      | 3  | 157 h 24 | 9  | 3,43  | 79,07 | 0  |
| 8   | Khaled Al-Suwaidi | Émirats Arabes Unis | 2  | 120 h 0  | 36 | 18,00 | 68,70 | 0  |

Pour les significations des abréviations, voir statistiques du hockey sur glace.
Nota : seuls sont classés les gardiens ayant joué au minimum 40 % du temps de jeu de leur équipe.